# Shikō Imamura
Shikō Imamura (今村 紫紅, Imamura Shikō), de son vrai nom Kotosaburō (寿三郎), est un peintre japonais des XIXe et XXe siècles, né le 16 décembre 1880 à Yokohama, capitale de la préfecture de Kanagawa, et mort le 28 février 1916.

## Biographie
Peintre, Imamura Shikō fait ses études de peinture sous la direction de Matsumoto Fūko, spécialiste de sujets historiques. En 1914 il part en Inde après avoir traversé la Chine. Il participe aux manifestations de l'Académie Impériale des Beaux-Arts. Après ses études, il se tourne vers des techniques nouvelles sur des sujets traditionnels, dans des compositions en hauteur, où la distribution de l'espace est assez audacieuse. Il subit tour à tour l'influence des impressionnistes, puis de Van Gogh et Gauguin pour se rapprocher, vers la fin de sa vie, du style plus décoratif des grands maîtres japonais Sōtatsu (actif vers 1630) et Kōrin.

## Musées
- Tōkyō  (Nat. Mus.):
  - Huit vues du fleuve Omi, daté 1912, couleurs sur papier, rouleau en hauteur.
  - Sketches en Inde, daté 1914.